# Girls Bravo
Pour les articles homonymes, voir Bravo et Girls band.
Girls Bravo (GIRLSブラボー, Gārusu Burabō) est un manga de type shōnen écrit et dessiné par Mario Kaneda. Il a été prépublié dans le magazine Shonen Ace entre 2000 et 2005 et édité par Kadokawa Shoten. Les dix volumes ont été publiés en français par Pika.
Une série animée de 24 épisodes a été diffusée de juillet 2004 à avril 2005.

## Histoire
Yukinari, personnage principal, est complexé par sa petite taille et de son visage dit « enfantin ». À cause de sa petite taille, tout le monde se moque de lui et le rabaisse. Un jour, en se faisant frapper, il entre dans un monde où plus de 90 % de la population sont des femmes. Étant donné que les hommes sont très rares, toutes les femmes se mettent à lui courir après. C'est à ce moment que Yukinari fait la rencontre d'une fille : Miharu.

## Éditions

### Édition japonaise
- Édition : Kadokawa Shoten
- Statut : série terminée
- Nombre de volumes sortis : 10
- Prépublication : Shōnen Ace

### Édition française
- Édition : Pika Édition
- Statut : série terminée
- Nombre de volumes : 10